# 3,3,5-Trimethylcyclohexanol
3,3,5-Trimethylcyclohexanol ist eine chemische Verbindung aus der Gruppe der Alkohole.

## Stereoisomere
| Isomere von 3,3,5-Trimethylcyclohexanol |                                               |                                               |                                                 |                                                 |
| Name                                    | (1R,5R)-3,3,5-Trimethylcyclohexan-1-ol        | (1S,5S)-3,3,5-Trimethylcyclohexan-1-ol        | (1R,5S)-3,3,5-Trimethylcyclohexan-1-ol          | (1S,5R)-3,3,5-Trimethylcyclohexan-1-ol          |
| Andere Namen                            | (1R)-cis-3,3,5-Trimethylcyclohexanol          | (1S)-cis-3,3,5-trimethylcyclohexanol          | (1R)-trans-3,3,5-Trimethylcyclohexanol          | (1S)-trans-3,3,5-Trimethylcyclohexanol          |
| Strukturformel                          |                                               |                                               |                                                 |                                                 |
| CAS-Nummer                              | 54352-39-5                                    | 54352-41-9                                    | 79082-62-5                                      | 147332-78-3                                     |
| CAS-Nummer                              | 933-48-2 (cis-3,3,5-Trimethylcyclohexan-1-ol) | 933-48-2 (cis-3,3,5-Trimethylcyclohexan-1-ol) | 767-54-4 (trans-3,3,5-Trimethylcyclohexan-1-ol) | 767-54-4 (trans-3,3,5-Trimethylcyclohexan-1-ol) |
| CAS-Nummer                              | 116-02-9 (unspez.)                            |                                               |                                                 |                                                 |
| EG-Nummer                               |                                               |                                               |                                                 |                                                 |
| 213-268-0 (cis)                         | 213-268-0 (cis)                               | 212-183-6 (trans)                             | 212-183-6 (trans)                               |                                                 |
| 204-122-7 (unspez.)                     |                                               |                                               |                                                 |                                                 |
| ECHA-Infocard                           |                                               |                                               |                                                 |                                                 |
| 100.012.062 (cis)                       | 100.012.062 (cis)                             | 100.011.075 (trans)                           | 100.011.075 (trans)                             |                                                 |
| 100.003.748 (unspez.)                   |                                               |                                               |                                                 |                                                 |
| PubChem                                 |                                               |                                               |                                                 |                                                 |
| 1550823                                 | –                                             | –                                             | –                                               |                                                 |
| – (cis)                                 | – (cis)                                       | 7059661 (trans)                               | 7059661 (trans)                                 |                                                 |
| 8298 (unspez.)                          |                                               |                                               |                                                 |                                                 |
| Wikidata                                |                                               |                                               |                                                 |                                                 |
| Q27275888                               | –                                             | –                                             | –                                               |                                                 |
| Q72514002 (cis)                         | Q72514002 (cis)                               | Q82862394 (trans)                             | Q82862394 (trans)                               |                                                 |
| Q27126431 (unspez.)                     |                                               |                                               |                                                 |                                                 |

## Gewinnung und Darstellung
3,3,5-Trimethylcyclohexanol kann durch Hydrierung von Isophoron in Gegenwart eines Rutheniumkatalysators gewonnen werden.

## Eigenschaften
3,3,5-Trimethylcyclohexanol ist ein brennbarer, schwer entzündbarer, kristalliner, farbloser Feststoff mit aromatischem Geruch, der schwer löslich in Wasser ist.

## Verwendung
3,3,5-Trimethylcyclohexanol wird als Aromastoff mit mentholähnlichem Charakter und als Ausgangsmaterial für die Herstellung von Homomenthylsalicylat (3,3,5-Trimethylcyclohexyl-Salicylat), das als UV-Filter eingesetzt wird, verwendet.

## Sicherheitshinweise
Die Dämpfe von 3,3,5-Trimethylcyclohexanol können mit Luft ein explosionsfähiges Gemisch (Flammpunkt 74 °C, Zündtemperatur 375 °C) bilden.